# Flash Elorde
Gabriel Elorde (* 25. März 1935 in Bogo City, Insel Cebu; † 2. Januar 1985), als Boxer unter dem Namen Flash Elorde bekannt, war ein philippinischer Boxer.

## Laufbahn
Der defensive Rechtsausleger Elorde begann 1951 im Alter von 16 seine Karriere in seinem Heimatland. Er kämpfte hauptsächlich im damals nicht besonders angesehenen Superfedergewicht. 1955 gewann er in den Philippinen in einem Nichttitelkampf gegen die amerikanische Federgewichtslegende Sandy Saddler nach Punkten. Er verlor den Rückkampf am 18. Januar 1956 um den Weltmeistertitel im Federgewicht in den USA knapp zurückliegend nach einem Abbruch in der dreizehnten Runde aufgrund einer Platzwunde.
Erst am 16. März 1960 gewann er die Weltmeisterschaft im Superfedergewicht gegen den US-Amerikaner Harold Gomes durch K. o. in Runde sieben. Elorde hielt den Titel mehr als sieben Jahre und machte dabei zehn erfolgreiche Titelverteidigungen, wenn er auch nie mehr einen Gegner der Güteklasse von Saddler schlug. Im Leichtgewicht (eine Klasse höher) unterlag er in dieser Zeit zwei Mal in Weltmeisterschaftskämpfen Carlos Ortiz. Er verlor den Titel schließlich am 15. Juni 1967 an den Japaner Yoshiaki Numata. Seine Karriere beendete er 1971.
Der Kettenraucher Elorde starb im Alter von nur 49 Jahren an Lungenkrebs. Er wurde als einer von nur wenigen Asiaten in die „International Boxing Hall of Fame“ aufgenommen. Vom „Ring Magazine“ wurde er als zweitbester Philippiner aller Zeiten nach Pancho Villa eingestuft, Manny Pacquiao war dabei noch nicht berücksichtigt.